# Arnsgrün-Bernsgrün-Pöllwitz
Arnsgrün-Bernsgrün-Pöllwitz ist ein Ortsteil der Stadt Zeulenroda-Triebes im thüringischen Landkreis Greiz.

## Geographie
Arnsgrün-Bernsgrün-Pöllwitz befindet sich im Thüringer Schiefergebirge nahe der Grenze zu Sachsen.

### Ortsgliederung
Der Ortsteil setzt sich aus den Gemarkungen Arnsgrün (228), Bernsgrün (418), Büna (57), Dobia (118), Frotschau (72), Pöllwitz (590), Schönbrunn (37) und Wolfshain (69) zusammen (in den Klammern steht die Einwohnerzahl im Dezember 2018).

## Geschichte
Da sich die Ortsteile Arnsgrün (ohne Eubenberg), Bernsgrün und Pöllwitz am 31. Dezember 2012 aus der Gemeinde Vogtländisches Oberland aus- und in die Stadt Zeulenroda-Triebes eingemeinden ließen, wurden die drei Orte zum neuen Ortsteil Arnsgrün-Bernsgrün-Pöllwitz zusammengeschlossen, dem die drei Orte und ihre zugehörigen Weiler angehören.